# Большие Скалы
«Большие Скалы» — скальный массив на границе Ленинградской области и Карелии.

Такие таблички одно время были установлены на подступах к Большим Скалам

Озеро Хухтилампи (Клюквенное) в районе Больших Скал

Наряду с Малыми Скалами пользуется большой популярностью у любителей скалолазания, туризма и альпинизма. Скальные массивы расположены в районе нескольких озёр таких как Ястребиное, Светлое (на официальных картах — Пестово), Лошадиное (Куросенъярви), Клюквенное (Хухтилампи) в основном на территории ООПТ «Ястребиное».
У большинства массивов есть устоявшиеся названия: «Спартак», «Змеиные скалы», «Зеркало», «Трудовская стенка», «Энциклопедия» и другие. Самым высоким скальным комплексом Больших Скал является «Парнас» (на официальных картах — гора Ястребиная), возвышающаяся каменной стеной над водами Ястребиного озера на высоту около 50 метров.
У большинства спортивных коллективов на территории Больших Скал оборудованы постоянные места стоянок: Горняк, ЛЭТИ, ЛИСИ, ЛИАП, Гидромет, Политех, «Университет» (СПбГУ), Гатчина, «Штурм», Технолог и многие другие.
Ежегодно в начале мая на Больших скалах проводится Скальный фестиваль, на котором профессионалы и любители соревнуются в различных видах скалолазания. Во время фестиваля район озера Ястребиное посещает несколько тысяч человек из Санкт-Петербурга и других городов России. Также проводится ряд других, менее масштабных мероприятий.
Самой известной пешеходной тропой на Большие Скалы является так называемая «Тропа Хо Ши Мина», извивающаяся по частично заболоченному лесу от западной окраины гранитных карьеров посёлка Кузнечное мимо фундаментов финских хуторов, по северному берегу Двинского озера к южной оконечности озера Ястребиного. Длина тропы составляет около 8 км. От железнодорожной станции Кузнечное до начала тропы 3 км.
Но проще всего попасть на Ястребиное озеро на машине через Куликово, по старому участку трассы «Сортавала», поворот на которую находится налево сразу же после границы Ленинградской области и Карелии в сторону Сортавалы. За карьером ещё один поворот налево, и далее 3 км пешком по хорошей лесной тропе мимо скал и черничников. От Куликово до озера около 11 км. Из них 3 км по тропе.